# Grimscote
Grimscote – osada w Anglii, w hrabstwie Northamptonshire. Leży 11 km od miasta Daventry. W 2009 miejscowość liczyła 90 mieszkańców.